# Certima cephalionaria
Certima cephalionaria är en fjärilsart som beskrevs av Charles Oberthür 1911. Certima cephalionaria ingår i släktet Certima och familjen mätare. Inga underarter finns listade i Catalogue of Life.